# Johnny Mack Brown

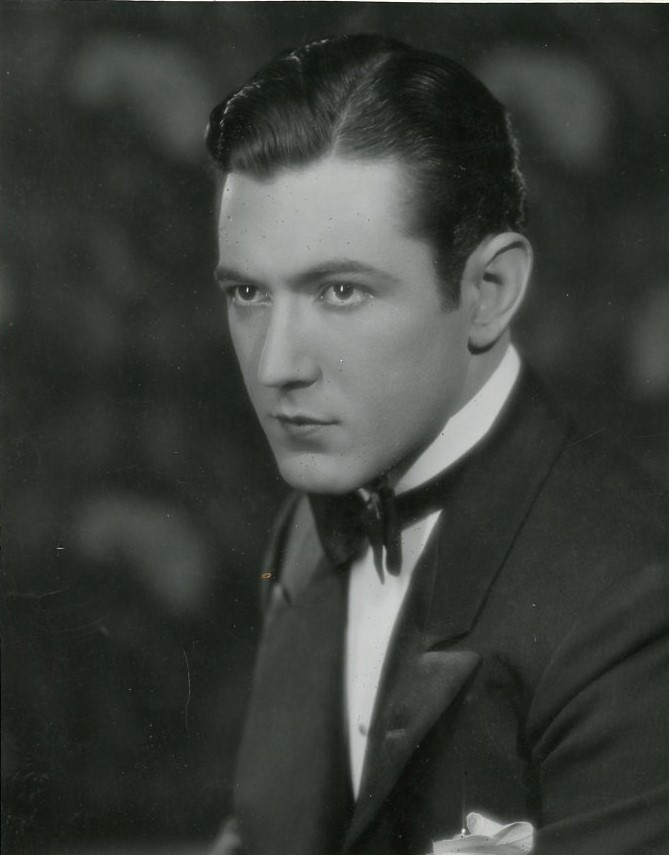
Johnny Mack Brown (1920er-Jahre), Bild von Ruth Harriet Louise

John Mack Brown (auch: Johnny Mack Brown; * 1. September 1904 in Dothan, Alabama; † 14. November 1974 in Woodland Hills, Los Angeles, Kalifornien) war ein US-amerikanischer Schauspieler und American-Football-Spieler.

## Leben und Karriere
John Mack Brown war ein begabter American-Football-Spieler, der Mitte der 1920er-Jahre im Team seiner University of Alabama spielte. Auf der Position des Halfbacks stieg er durch seine überragende Leistung beim Rose Bowl 1926 zu einem nationalen Sporthelden auf.
Seine Physis und sein Aussehen machten das Filmstudio Metro-Goldwyn-Mayer auf ihn aufmerksam, die ihn 1927 unter Vertrag nahmen. Für einige Jahre galt John Mack Brown, der später meist als Johnny Mack Brown im Filmvorspann genannt wurde, vielen als kommender großer Filmstar und wurde in Prestigeproduktionen in Hauptrollen oder größeren Nebenrollen eingesetzt. So war er als Greta Garbos krimineller und ehrloser Ehemann in Eine schamlose Frau von 1928 zu sehen und trat im selben Jahr neben Joan Crawford in Our Dancing Daughters auf. Ein Jahr später war er neben Mary Pickford in deren ersten Tonfilm Coquette zu sehen. Pickford erhielt hierfür einen Oscar als beste Schauspielerin.
Mit dem Aufkommen des Tonfilms Ende der 1920er-Jahre wurde jedoch der starke Alabamaakzent von Brown zu einem Handicap. Nach dem Auftritt als Billy the Kid in King Vidors monumentalem Western Billy the Kid schwand seine Karriere zunächst. Seine Rolle neben Joan Crawford in Laughing Sinners (1931) wurde nach einer desaströsen Preview herausgeschnitten und der Film mit Clark Gable fast komplett neu gedreht. Es war auch Gable, der künftig die meisten Rollen übernahm, für die Brown vorgesehen war. Eine neue filmische Heimat fand Brown ab Mitte der 1930er-Jahre als Cowboyheld in zahlreichen und kostengünstig produzierten Westernfilmen. In Filmen anderer Genres war er hingegen praktisch nicht mehr zu sehen. Von 1942 bis 1950 befand er sich ununterbrochen unter den Top Ten der kassenträchtigsten Westernstars. Nach 1953 zog sich der Schauspieler zusehends aus dem Filmgeschäft zurück. Insgesamt war er zwischen 1927 und 1966 in über 170 Kinofilmen sowie einigen Fernsehproduktionen zu sehen.
Brown war von 1926 bis zu seinem Tod mit Cornelia „Connie“ Foster verheiratet, das Paar hatte vier Kinder.

## Filmografie (Auswahl)
- 1927: Slide, Kelly, Slide
- 1927: Der Sohn der Taiga (Mockery)
- 1927: Die blonde Kollegin (The Fair Co-Ed)
- 1928: Our Dancing Daughters
- 1928: Eine schamlose Frau (A Woman of Affairs)
- 1928: A Lady of Chance
- 1929: Das göttliche Weib (The Devine Woman)
- 1929: Coquette
- 1929: The Valiant
- 1929: Unsichtbare Fesseln (The Single Standard)
- 1930: Montana Moon
- 1930: Billy the Kid
- 1931: The Secret Six
- 1931: The Last Flight
- 1933: Der Boß ist eine schöne Frau (Female)
- 1933: Mast- und Schotbruch! (Son of a Sailor)
- 1934: Die Schöne der neunziger Jahre (Belle of the Nineties)
- 1937: Die Spielhölle von Wyoming (Born to the West)
- 1937: Frisco-Express (Wells Fargo)
- 1941: Der maskierte Reiter (Masked Rider)
- 1942: Helden im Sattel (Ride ’em Cowboy)
- 1943: Crazy House
- 1946: Hände hoch! (Drifting Along)
- 1947: Das Land ohne Gesetz (Land of the Lawless)
- 1949: Weiße Banditen (Stampede)
- 1953: The Marshal’s Daughter
- 1965: Der schnellste Colt von River Falls (Requiem for a Gunfighter)
- 1965: Colorado Saloon 12 Uhr 10 (The Bounty Killer)
- 1965: Die Apachen (Apache Uprising)